# Szabó József (repülő)
Szabó József (Mór, 1929–) magyar hivatásos katona, repülő. Beceneve "Hörcsög".

## Életpálya
1947-ben kezdett vitorlázó repülőgépet vezetni. 1949-től 1984-ig a Honvédségnél szolgált különböző repülő beosztásokban. Több mint 5000 óra önálló repülést hajtott végre.
2010. augusztus 9-én, a magyar katonai repülés születésének 100. évfordulóján a budapesti Fiumei úti sírkertben, Petróczy István ünnepélyes újratemetésekor megemlékező beszédet mondott.

## Sportvezető
Veterán repülők és ejtőernyősök Fejér megyei Egyesületének elnökhelyettese.

## Szakmai sikerek
- I. osztályú arany koszorús vadászrepülőgép vezető